# Richard Yates senior

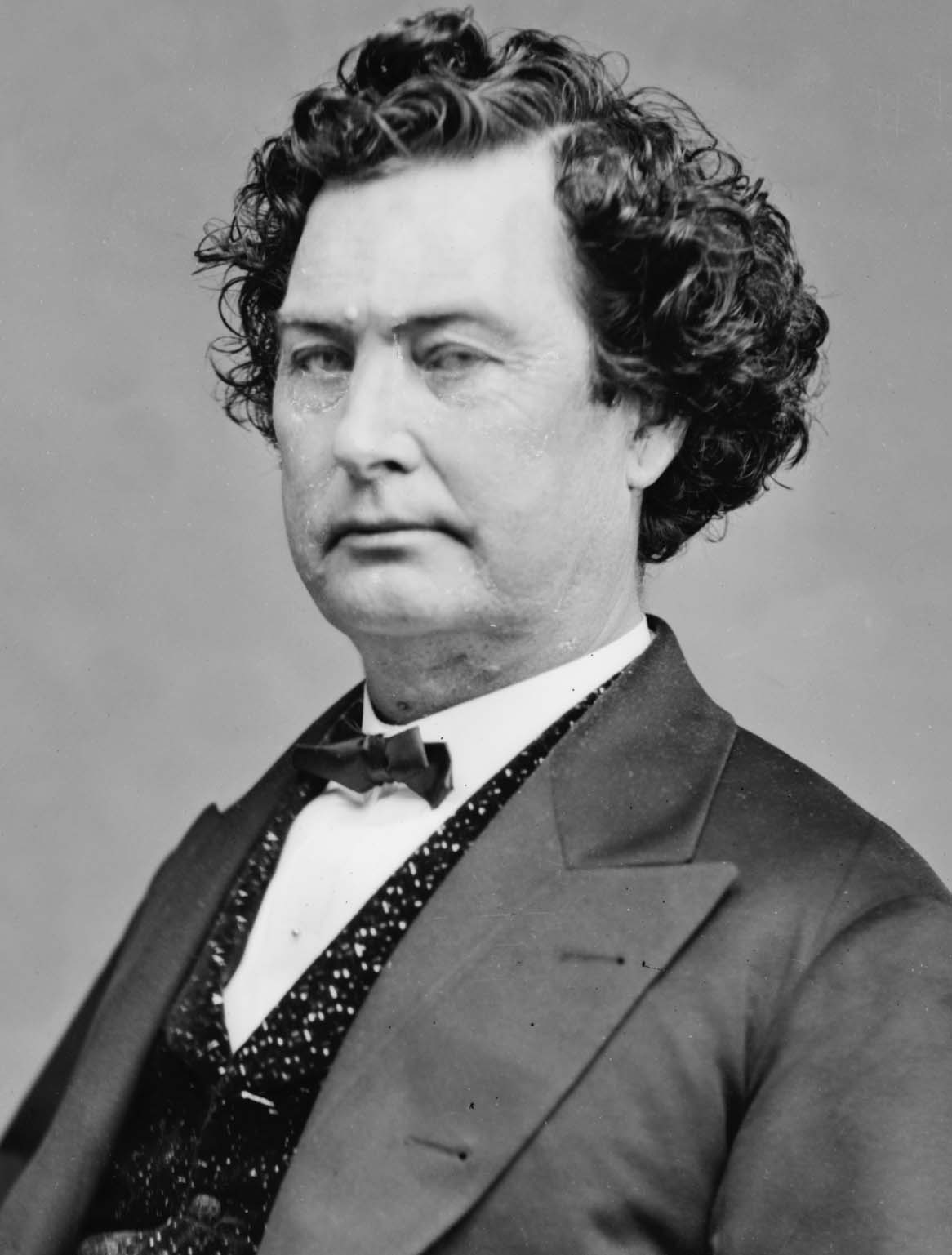
Richard Yates

Richard Yates (* 18. Januar 1818 in Warsaw, Gallatin County, Kentucky; † 27. November 1873 in St. Louis, Missouri) war ein US-amerikanischer Politiker und von 1861 bis 1865 der 13. Gouverneur Illinois. Außerdem saß er für diesen Bundesstaat in beiden Kammern des Kongresses.

## Frühe Jahre und politischer Aufstieg
Richard Yates besuchte die Schulen seiner Heimat. Im Jahr 1831 kam er nach Illinois. Dort besuchte er das Illinois College in Jacksonville. Anschließend studierte er an der Transylvania University in Lexington Jura. Nach seiner Zulassung als Rechtsanwalt im Jahr 1837 praktizierte er in Jacksonville. Zwischen 1842 und 1845 sowie nochmals von 1848 bis 1849 war er Abgeordneter der Whigs im Repräsentantenhaus von Illinois. In den Jahren 1851 bis 1855 vertrat er seinen Bundesstaat im US-Repräsentantenhaus in Washington, D.C. Dort wurde er in die Debatten um die Frage der Sklaverei und den Missouri-Kompromiss verwickelt. Dabei vertrat er die Positionen der Nordstaaten.
Nach der Gründung der Republikanischen Partei im Jahr 1854 trat er dieser bei. Noch 1854 war er Delegierter auf dem ersten republikanischen Parteitag in Illinois. Im Jahr 1860 nahm er an der Republican National Convention in Chicago teil, auf der Abraham Lincoln als Präsidentschaftskandidat nominiert wurde. Im selben Jahr wurde Yates von seiner Partei als Kandidat für die Gouverneurswahl nominiert und am 6. November, gleichzeitig mit Lincolns Wahl zum Präsidenten, von den Bürgern in Illinois gewählt.

## Gouverneur von Illinois
Richard Yates trat seine vierjährige Amtszeit am 14. Januar 1861 an. Seine gesamte Amtszeit war von den Ereignissen um den Bürgerkrieg überschattet. Als Präsident Lincoln die Bundesstaaten um Freiwillige für die Unionsarmee bat, mobilisierte Gouverneur Yates weit mehr Soldaten als jeder andere Staat der Union. Fast 200.000 Soldaten meldeten sich in Illinois auf den Aufruf. Yates unterstützte auch weiterhin die Bundesregierung und Lincoln. Die Industrieproduktion des Landes wurde auf Kriegsbedürfnisse umgestellt. Auch die Eisenbahn musste Transportkapazitäten an die Armee abtreten. In Illinois wurde 1862 eine neue Verfassung ausgearbeitet, die aber von den Wählern abgelehnt wurde. Im Fulton County kam es zu Unruhen, die der Gouverneur niederschlagen ließ.

## US-Senator
Nach dem Ende seiner Amtszeit am 16. Januar 1865 war Yates bis 1871 Mitglied des US-Senats in Washington. Dort erlebte er das Ende des Bürgerkrieges und die Ermordung Lincolns. Im März 1873 wurde er von Präsident Ulysses S. Grant zum Inspektor des Eisenbahnlandes ernannt (Die Eisenbahn hatte rechts und links von ihren Trassen einige Meilen Land unter ihren Besitz). Diesen Posten behielt er bis zu seinem Tod im November desselben Jahres. Richard Yates war mit Catharine Geers verheiratet, mit der er fünf Kinder hatte, darunter der Sohn Richard, der von 1901 bis 1905 ebenfalls Gouverneur von Illinois werden sollte.